# Guerres arabo-byzantines
Conquête musulmane
Batailles
- Mu'tah (629)
- Ajnadayn (634)
- Damas (634)
- Fahl (635)
- Yarmouk (636)
- Jérusalem (636-637)

- Héliopolis (640)
- Nikiou (646)

- Sufétula (647)
- Tahouda (683)
- Mammès (688)
- Carthage (698)
- Oued Nini (698)

- 1re Constantinople (674-678)
- Sébastopolis (692)
- Tyane (~708)
- 2e Constantinople (717-718)
- Andrinople (718)
- Nicée (727)
- Akroinon (740)

- Kamacha (766)
- Invasion de l'Asie Mineure (782)
- Kopidnadon (788)
- Krasos (804)
- Invasion de l'Asie Mineure (806)
- Anzen (838)
- Amorium (838)
- Mauropotamos (844)
- Poson (863)
- Bathys Ryax (872 ou 878)

- Syracuse (877-878)
- Stelai ou 1re Milazzo (880)
- 2e Milazzo (888)
- Taormine (902)
- Garigliano (915)
- Détroit (965)
- Georges Maniakès en Sicile (1038-1040)

- Phœnix de Lycie (655)
- Keramaia (746)
- Conquête musulmane de la Crête (années 820)
- Damiette (853)
- Raguse (866-868)
- Kardia (~872-873)
- Golfe de Corinthe (~873)
- Céphalonie (880)
- Chalcis (~883)
- Thessalonique (904)

- Portes ciliciennes (878)
- Campagnes de Jean Kourkouas (926-944)
- Marach (953)
- Raban (958)
- Andrassos (960)
- Campagnes de Nicéphore II Phocas (956-969)
- Chandax (960-961)
- Alexandrette (971)
- Campagnes de Jean Tzimiskès (~950-975)
- Gués de l'Oronte (994)
- Alep (994-995)
- Apamée (998)
- Campagnes de Basile II (979-999)
- Azâz (1030)

Les guerres entre les Arabes et les Byzantins sont une série de guerres entre les califats arabes et l'Empire byzantin entre le VIIe et le XIIe siècle. Celles-ci débutent en même temps que les premières conquêtes musulmanes, puis sous les califes bien guidés et omeyyades, et se poursuivent sous la forme d'un bras de fer frontalier permanent jusqu'au début des croisades. À la suite de celles-ci, les Byzantins (les Romains ou Rûm dans les chroniques historiques musulmanes) perdent une importante partie de leur territoire.
Les conflits initiaux se déroulent de 629 à 718, finissant avec le second siège de Constantinople par les Arabes, qui arrête la progression rapide de l'empire arabe à travers l'Anatolie. Cependant, les batailles continuent entre les années 800 et 1169. L'occupation des territoires d'Italie du Sud par les armées aghlabides aux IXe et Xe siècles ne rencontre pas le même succès qu'en Sicile. Mais sous la dynastie macédonienne, les Byzantins reprennent les territoires du Levant et progressent avec leur armée dans le sud, menaçant même Jérusalem. L'émirat d'Alep ainsi que ses voisins deviennent des vassaux des Byzantins en Orient, où émerge la menace encore plus grande du royaume de l'Égypte fatimide. Les Arabes restent la préoccupation majeure de l'Empire jusqu'à la montée en puissance des Seldjoukides qui prennent possession de la plupart des terres et refoulent les Abbassides à l'intérieur de l'Anatolie. Aussi, l'empereur byzantin Alexis Comnène se voit obligé de demander une aide militaire au pape Urbain II lors du concile de Plaisance ; ces événements sont souvent considérés comme des signes avant-coureurs de la première croisade.

## Contexte
Les guerres intenses et prolongées entre les Sassanides et les Byzantins des VIe et VIIe siècles laissent les deux empires épuisés et vulnérables face à l'émergence soudaine et rapide de l'expansion arabe. La dernière de ces guerres est une victoire pour les Byzantins. L'année 622, où l'empereur Héraclius lance son offensive contre la Perse, est également marquée par le commencement de l'Hégire.
Néanmoins, aucun des empires n'a eu la possibilité de récupérer : quelques années plus tard seulement, ils sont touchés par l'assaut des Arabes nouvellement unis par l'islam qui, selon Howard-Johnston, « peuvent seulement être assimilés à un raz-de-marée humain ». D'après Georges Liska, le « conflit inutilement prolongé entre Byzantins et Perses ouvrit la voie pour l'islam ».
En 628, le prophète Mahomet est déjà parvenu à unifier la plus grande partie de l'Arabie sous la domination musulmane. En octobre, il envoie selon la tradition islamique une liste de lettres aux chefs d'État, dont l'empereur Héraclius :

« Au nom d'Allah, le Clément le Miséricordieux. Lettre de Moh̲ammad le serviteur et Messager d'Allah à Hercules, le roi des Byzantins. Que la paix soit sur ceux qui observent la droiture. Accepte de te soumettre. Embrasse l'Islam et Allah te récompensera deux fois. Si tu te détourne et refuses, tu porteras les péchés des Romains. Dis : Ô gens des Écritures ! Convenons les uns et les autres de ce point commun entre nous, à savoir de n'adorer qu'Allah Seul, sans lui adjoindre d'associé, de ne pas nous prendre les uns et les autres pour divinités en dehors d'Allah. S'ils se détournent dites-leur : Soyez témoins qu'à Allah Seul nous nous soumettons. »

Héraclius aurait émis une réponse négative. Dans le même temps, il convient avec le général persan Schahr-Barâz du retrait des troupes perses des provinces orientales occupées de l'Empire byzantin, et restaure la Vraie Croix en 629.

## Premiers conflits
En septembre 629, les troupes arabes et byzantines s'affrontent pour la première fois lors de la bataille de Mu'tah.
D'après les biographies musulmanes, en 630, le prophète Mahomet dirige une force de plus de 30 000 hommes au nord de Tabouk (au nord-est de l'Arabie saoudite actuelle), avec l'intention d'y combattre l'armée byzantine. Cet événement historique, dit bataille de Tabouk, ne s'apparente toutefois pas à un véritable affrontement militaire. Il n'existe pas de récit byzantin contemporain de ces évènements, et la plupart des détails viennent d'écrits arabes postérieurs à ceux-ci.
Mahomet meurt en 632, peu après une expédition d'Usama bin Zayd en Palestine. Abou Bakr lui succède, devenant le premier calife bien guidé, ainsi que l'indiscutable dirigeant de la péninsule arabique tout entière grâce au succès des guerres de Ridda, qui conduisent à la création d'un État musulman puissant. Les accrochages continuent sous la forme d'escarmouches contre les États arabes clients de l'Empire byzantin et sassanide : les Ghassanides et les Lakhmides d'Al-Hira. Ces escarmouches dégénèrent bientôt en une guerre à grande échelle menée simultanément contre les deux empires avec pour conséquence la conquête du Levant et de la Perse par les deux généraux du califat des Rachidoune, Khalid ibn al-Walid et 'Amr ibn al-'As.

### Conquête arabe de la Syrie romaine: 634-638

La région du Bilad el-Cham n'est que le point de départ de l'expansion arabe.
Expansion sous Mahomet, 622-632
Expansion sous le Califat des Rachidoune, 632-661
Expansion sous le califat omeyyade, 661-750

Au Moyen-Orient, l'armée des califes rachidoune se confronte à l'armée byzantine, composée aussi bien de troupes impériales que de conscrits locaux. Du fait de leur mécontentement envers le pouvoir byzantin, les monophysistes et les Juifs de la Syrie accueillent à bras ouverts les conquérants arabes. Les tribus arabes ont également d'importants liens économiques, culturels et familiaux avec les citoyens arabes prédominants du Croissant fertile.

Mouvements des troupes arabes et byzantines avant la bataille du Yarmouk.

L'empereur byzantin Héraclius tombe malade et est incapable de diriger ses armées pour résister à la poussée arabe en Syrie et en Palestine en 634. Dans une bataille disputée près d'Adjnadayn (en Syrie) au cours de l'été 634, l'armée du Califat des Rachidoune remporte une victoire décisive. Après leur victoire à Fahl, les forces musulmanes prennent Damas la même année sous le commandement de Khalid ibn al-Walid. La réaction byzantine se manifeste par le recrutement et l'envoi du maximum de soldats disponibles sous la direction de commandements compétents, à l'instar de Théodore Trithyrius et du général arménien Vahan, pour expulser les musulmans de leurs territoires nouvellement gagnés. Mais à la bataille du Yarmouk, les musulmans, bien informés des détails du terrain, s'appuient sur les profonds ravins et falaises pour former un piège mortel, engageant alors les Byzantins dans une série de coûteux assauts. L'exclamation d'adieu d'Héraclius (rapportée par l'historien du IXe siècle Al-Baladhuri), lors de son départ d'Antioche pour Constantinople, est représentative de sa déception : « Paix à toi, Ô Syrie, et quel excellent pays es-tu pour l'ennemi ! » Les conséquences de la perte de la Syrie par les Byzantins sont illustrées par les mots de Jean Zonaras : « […] depuis lors [après la chute de la Syrie] la race des Ismaëlites ne cesse d'envahir et de piller l'ensemble du territoire des Romains ».
Bientôt, en 637, les Arabes capturent et occupent Jérusalem, qui est cédée par le patriarche Sophrone. Au cours de l'été de la même année, les musulmans s'emparent de Gaza, et, au même moment, les autorités byzantines de l'Égypte réussissent à négocier une coûteuse trêve, qui prend fin trois années plus tard. En 638, les musulmans occupent le nord de la Syrie, à l'exception de la Mésopotamie supérieure, à laquelle on octroie une trêve d'une année. À l'expiration de celle-ci en 639-640, les Arabes envahissent la Mésopotamie byzantine, et achèvent la conquête de la Palestine en prenant d'assaut la ville de Césarée et en capturant finalement Ashkelon. En décembre 639, les musulmans quittent la Palestine pour envahir l'Égypte au début de l'année 640.

### Conquêtes arabes du nord de l'Afrique: 639-717

#### Conquête de l'Égypte et de la Cyrénaïque
Malgré le fait qu'Antioche soit repassée temporairement sous contrôle byzantin, vers 637-638, peu avant la mort d'Héraclius, l'ensemble de la Syrie tombe aux mains des musulmans. Avec 3 500 - 4 000 hommes sous son commandement, 'Amr ibn al-'As passe en Égypte depuis la Palestine entre la fin de l'année 639 et le début de 640. Il est progressivement rejoint par des renforts supplémentaires, en particulier 12 000 soldats commandés par Al-Zubayr. 'Amr ibn al-'As assiège et capture d'abord les forteresses du delta du Nil, avant d'attaquer Alexandrie. Les Byzantins, divisés et scandalisés par la perte d'une si grande portion de leur territoire, acceptent d'abandonner la cité en septembre 642. Les Égyptiens accueillent les Arabes en libérateurs. La chute d'Alexandrie met fin à la domination byzantine en Égypte, et permet aux musulmans de poursuivre leurs activités militaires au nord de l'Afrique ; en 643-644, Amr parachève la conquête de la Cyrénaïque. Durant la même période, les Arabes s'emparent de Chypre, et Uthman succède au calife Omar, décédé.
La marine byzantine reprend brièvement Alexandrie en 645, mais la perd à nouveau peu de temps après à la bataille de Nikiou en 646. Les chrétiens coptes locaux font un accueil correct aux Arabes comme les monophysites l'ont auparavant fait à Jérusalem ; toutefois, ils continuent à se référer à Constantinople pendant plusieurs décennies pour ce qui est des documents juridiques, le précédent de la reconquête d'Héraclius et de celle d'Alexandrie de 645 pouvant leur laisser imaginer un possible retour des Grecs. La perte de cette riche province prive les villes byzantines d'un précieux approvisionnement en blé, causant ainsi des pénuries de pain à travers tout l'Empire byzantin, jusque dans les rations des soldats, au cours des décennies suivantes.

#### Conquête des territoires byzantins restants en Afrique du Nord
En 647, une armée arabe dirigée par Abd Allâh ibn Saad ibn Sarh marche sur l'exarchat de Carthage. La Tripolitaine est prise, suivie par la cité de Sbeïtla, à 240 km au sud de Carthage, et le gouverneur et empereur autoproclamé Grégoire est tué. Les forces d'Abd Allâh chargées de butin rentrent en Égypte en 648 après que le successeur de Grégoire, Gennadius, leur ait promis un tribut annuel d'environ 300 000 solidi.
À la suite d'une guerre civile dans l'empire arabe, les Omeyyades arrivent au pouvoir sous Muawiya Ier. Sous les Omeyyades, la conquête des territoires byzantins du Nord de l'Afrique est complète et les Arabes peuvent se déplacer librement dans une grande partie du Maghreb, pénétrant dans l'Espagne wisigothique à travers le détroit de Gibraltar, sous le commandement du général berbère Tariq ibn Ziyad. Mais cet assaut n'a pu être lancé qu'après qu'ils ont développé leur propre force navale, et qu'ils ont conquis et démantelé la forteresse byzantine de Carthage entre 695 et 698. La perte de l'Afrique signifie que l'hégémonie byzantine sur la Méditerranée occidentale est désormais remise en cause par la nouvelle flotte arabe opérant depuis la Tunisie.

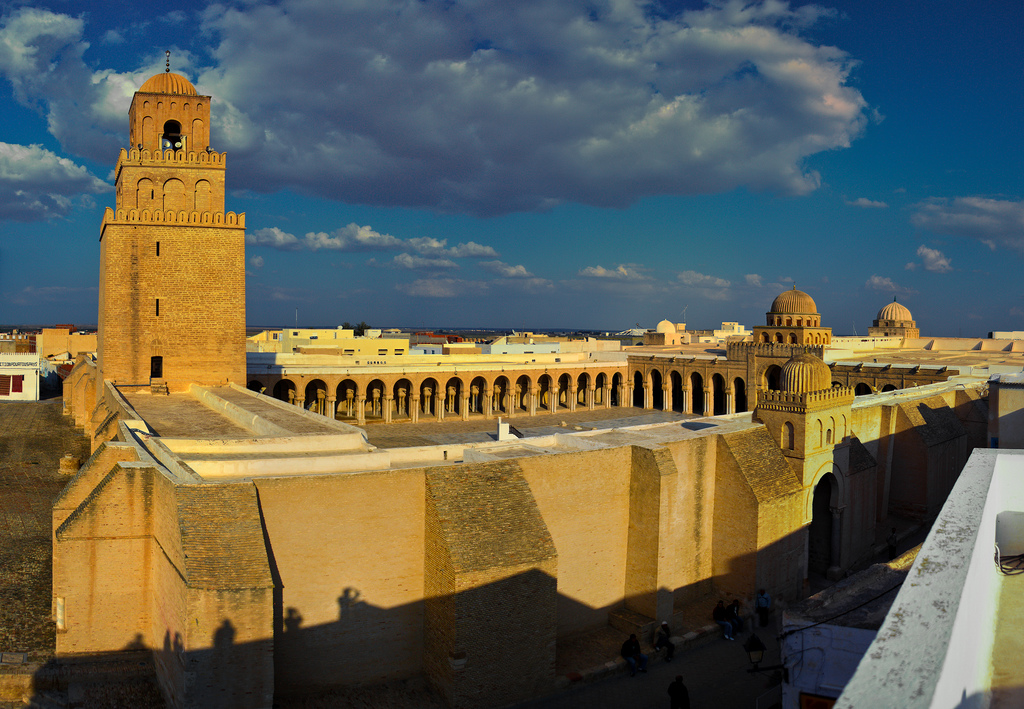
Grande mosquée de Kairouan initialement construite en 670 par Oqba Ibn Nafi, Tunisie.

Muawiya commence par consolider les possessions arabes de la mer d'Aral à la frontière occidentale de l'Égypte. Il met en place un gouverneur en Égypte au Caire, et ordonne des raids en Sicile en 652 et en Anatolie en 663. Puis, à partir de 665 et jusqu'en 689, il mène une nouvelle campagne en Afrique du Nord pour protéger l'Égypte « d'une attaque sur le flanc de la part de la cité byzantine de Carthage ». Une armée arabe de 40 000 hommes s'empare de Barqa, défaisant 30 000 Byzantins.
Une avant-garde composée de 10 000 Arabes et dirigée par Oqba Ibn Nafi descend de Damas. En 670, la base de Kairouan (en Tunisie actuelle) est créée pour des invasions futures ; Kairouan devient la capitale de la province islamique d'Ifriqiya, et l'un des principaux centres culturels arabo-islamiques du Moyen Âge. Puis Oqba Ibn Nafi « plonge au cœur du pays, traverse le désert dans lequel les Idrissides fondent Fès et les bèrbéres Almoravides Marrakech, et parvient enfin sur les rives de l'océan Atlantique et dans le grand désert ». Dans sa conquête du Maghreb, il capture les cités côtières de Béjaïa et de Tanger, écrasant ce qui a autrefois été la province romaine de Maurétanie tingitane, où sa progression est finalement arrêtée. Comme l'historien Luis Garcia de Valdeavellano l'explique :

« Dans leur attaque contre les Byzantins et les Berbères, les chefs arabes avaient considérablement étendu leurs possessions en Afrique, et au début de l'année 682 Oqba Ibn Nafi atteignait les côtes de l'Atlantique, mais il fut incapable d'occuper Tanger, car il a été contraint de rebrousser son chemin vers les monts de l'Atlas par un homme que l'histoire et la légende ont retenu sous le nom de comte Julien. »

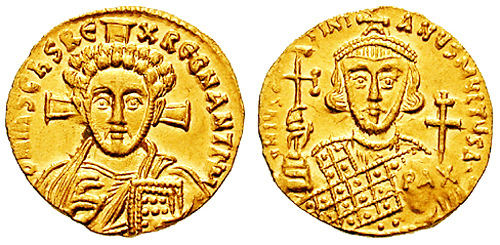
Malgré le règne turbulent de Justinien II, dernier empereur de la dynastie Héraclide, sa pièce porte encore le traditionnel « PAX » (paix).

De plus, comme Gibbon l'écrit, « cet Alexandre mahométan, qui se lamentait de nouveaux mondes, fut incapable de préserver ses récentes conquêtes. À cause de la défection généralisée des Grecs et des Africains, il est rappelé sur les rivages de l'Atlantique ». Ses forces sont occupées à repousser des rébellions, et lors d'une de ces batailles, ses hommes et lui sont encerclés et tués. Plus tard, le troisième gouverneur de l'Afrique, Zuheir, est renversé par une puissante armée envoyée depuis Constantinople par Constantin IV pour délivrer Carthage. Pendant ce temps, une seconde guerre civile fait rage en Arabie et en Syrie, portant au pouvoir quatre califes différents entre la mort de Muawiya en 680 et l'ascension d'Abd al-Malik en 685, et se poursuit jusqu'en 692 avec la mort du dernier chef rebelle.
Les guerres contre les Sarrasins de Justinien II, dernier empereur de la dynastie des Héraclides, « sont le reflet du chaos généralisé de cet âge ». Après une campagne victorieuse, il conclut une trêve avec les Arabes, s'accordant sur la possession commune de l'Arménie, de l'Ibérie et de Chypre. Cependant, en retirant 12 000 chrétiens mardaïtes de leur région natale au Liban, il supprime un obstacle majeur pour les Arabes en Syrie, et en 692, après la désastreuse bataille de Sébastopolis, les musulmans prennent possession de l'intégralité de l'Arménie. Déposé en 695, avec Carthage perdu en 698, Justinien remonte sur le trône de 705 à 711. Son second règne est parsemé de victoires arabes en Anatolie et de luttes intestines. Selon certains témoignages, il ordonne à ses gardes d'exécuter la seule unité qui ne l'a pas abandonné après une bataille, afin d'empêcher sa désertion dans la suivante.

### Sièges arabes de Constantinople
« Tous les chemins conduisent à Rome. »

— Dicton populaire arabe

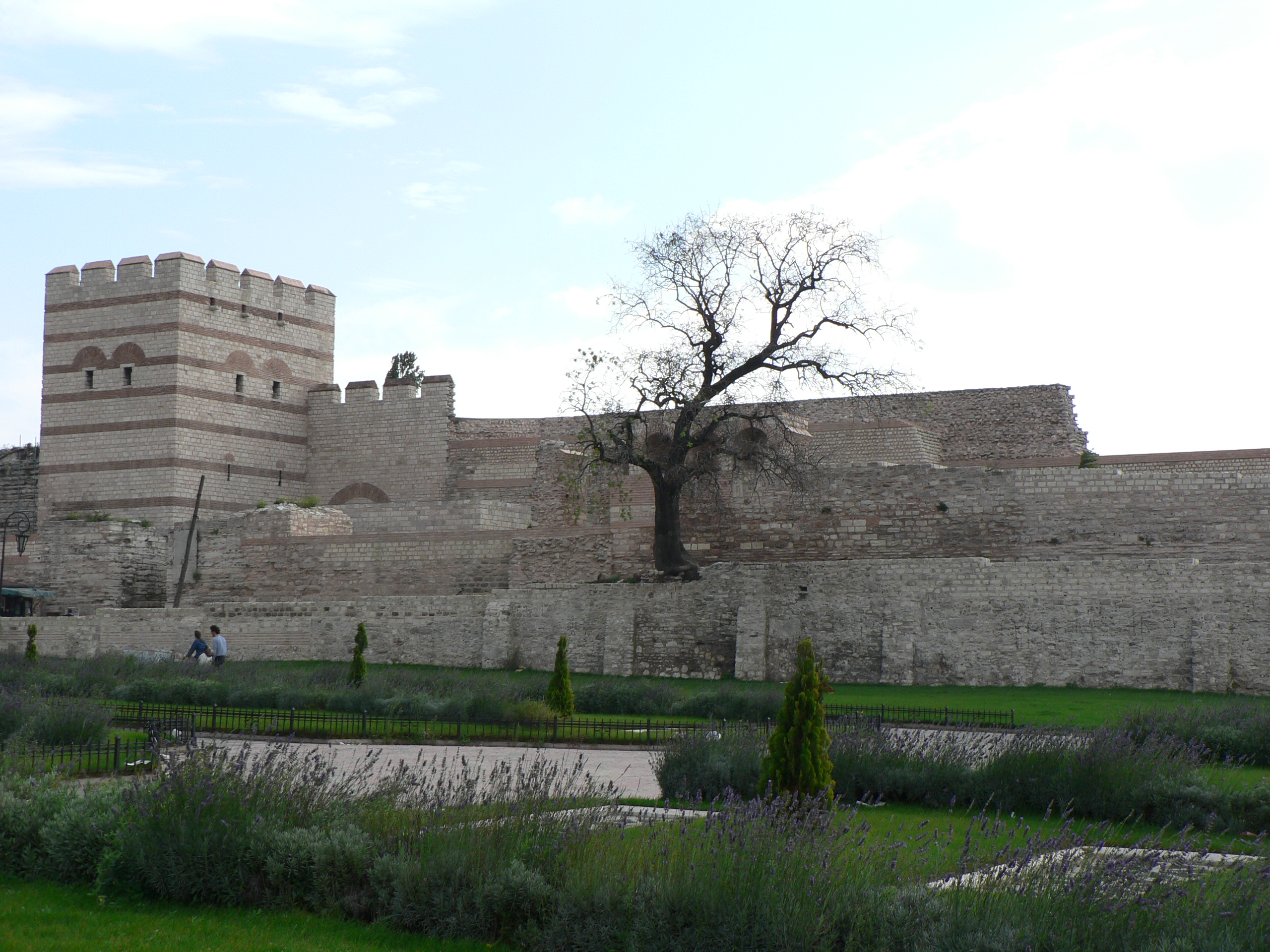
Le mur de Théodose à Constantinople.

En 674, le calife omeyyade Muʿawiya Ier assiège Constantinople alors sous le règne de Constantin IV. Mais les Omeyyades sont incapables de briser les murs de Théodose et de couper l'approvisionnement de la cité le long du Bosphore. L'arrivée de l'hiver oblige les assiégeants à se retirer sur une île à 130 km. Avant la reprise du siège, un réfugié chrétien originaire de Syrie, Callinicus d'Héliopolis, invente pour l'Empire byzantin une nouvelle arme dévastatrice : le fameux feu grégeois,. En 677, la marine byzantine utilise cette arme pour remporter une victoire décisive face à la marine arabe dans la mer de Marmara, aboutissant à la levée du siège en 678. Après cinq années de vains efforts, le calife Mu`âwiya accepte finalement la restitution de toutes les îles de la Méditerranée, ainsi que le paiement d'un tribut. Parmi ceux qui ont été tués au cours du siège se trouve Eyüp, le porte-drapeau de Mahomet et le dernier de ses compagnons ; pour les musulmans d'aujourd'hui, sa tombe est considérée comme l'un des sites les plus sacrés d'Istanbul. La victoire byzantine arrête l'expansion arabe en Europe pour près de 30 ans.
Les premiers conflits touchent à leur fin sous les règnes du basileus Léon III et du calife omeyyade Umar ben Abd al-Aziz, après que le second siège de Constantinople par les Arabes en 717-718, mené par Maslama , fils du calife `Abd al-Malik, n'échoue finalement sous les imprenables murailles avec l'arrivée opportune des alliés bulgares de Byzance, alors que la marine arabe est détruite par le feu grégeois.

## Derniers conflits
La première période de conflit s'achève avec le siège de Constantinople en 718. Bien que les guerres s'éternisent jusqu'au XIe siècle, les conquêtes des Arabes ralentissent. Les tentatives arabes pour s'emparer de l'Anatolie seront des échecs, et celle-ci ne sera prise que bien plus tard par les Seldjoukides. En 746, une expédition navale omeyyade contre Chypre est détruite par la flotte des Cibyrrhéotes lors de la bataille de Keramaia. L'Égypte cesse dès lors d'être une base importante d'expéditions navales contre Byzance. Il faut cependant attendre la fin de la dynastie des Omeyyades en 750 pour que les Arabes ne représentent plus un danger pour l'empire. À cette date, la nouvelle dynastie des Abbassides transfère sa capitale de Damas à Bagdad et se tourne maintenant vers la Perse. En 838, le calife Al-Mutasim s'avance avec son armée jusqu'à Amorium en Anatolie, mais sa mort met fin à l'opération militaire. Sous les Abbassides, la guerre continue mais ne concerne plus que les frontières, et se concentre en particulier sur la Sicile et la Crète.

### Controverse iconoclaste

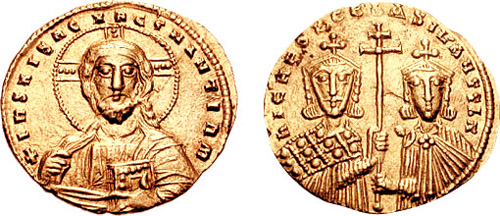
Nicéphore II et son beau-fils Basile II (à droite). Sous la dynastie macédonienne, l'Empire byzantin devient la puissance la plus importante en Europe, reconquérant les territoires perdus au cours de la guerre.

Un des effets des guerres arabo-byzantines est l'agitation religieuse et civile qui secoue le cœur de Byzance. L'Iconomachie, ou « guerre des icônes », débute lorsqu'un édit de 726 de Léon III décrète que le crucifix est désormais remplacé par une simple croix (sans la figurine de Jésus), déclenchant la controverse iconoclaste. Les écrivains suggèrent que les différents revers militaires contre les musulmans et l'éruption du volcan de l'île de Santorin pourraient en partie expliquer les raisons de cet acte, dans lesquelles Léon voit probablement une preuve de la colère de Dieu provoquée par les iconodoules de l'Église,. Alors qu'il combat les Arabes, Léon remarque les valeurs puritaines de ses ennemis qui interdisent les représentations artistiques figurées de la personne humaine tout comme l'idolâtrie, et estime que l'Empire byzantin gagnerait à suivre leur exemple. « Il ne voyait aucune nécessité de consulter l'Église, et il semble avoir été surpris par l'intensité de l'opposition populaire qu'il a rencontrée ». En 732, Léon envoie une flotte pour arrêter le pape Grégoire III qui récuse le décret et reprendre Ravenne. Les navires coulent en cours de route dans la mer Adriatique, mais le conflit est loin d'être terminé. Cette polémique affaiblit l'Empire byzantin, et est l'un des facteurs majeurs du schisme entre le patriarcat de Constantinople et l'évêque de Rome,.
Entre les années 750 et 770, Constantin lance une série de campagnes, essayant de combler ses lourdes pertes. Mais la guerre civile secoue l'Empire byzantin, souvent avec l'interférence discrète des Arabes. Grâce au soutien du calife Al-Ma'mūn, des rebelles envahissent l'Empire sous le commandement de Thomas le Slave : au bout de quelques mois, seuls deux thèmes d'Asie Mineure restent fidèles à l'empereur Michel II l'Amorien. Thomas s'empare de Thessalonique, la deuxième plus grande cité de l'Empire, mais les Byzantins réussissent à la reprendre rapidement. De plus, le siège de Constantinople par le transfuge grec en 821 ne réussit pas à abattre les murs de la cité, et il est obligé de battre en retraite.

### Situation en Asie Mineure, en Crète et en Sicile
Les Arabes ne renoncent pas pour autant à leurs desseins en Asie Mineure et en 838 débute une autre invasion, pillant la cité d'Amorium. Affaiblis à l'intérieur, ainsi qu'en Occident, les Byzantins voient la Crète tomber face aux Sarrasins en 824. De même, la Sicile est lentement perdue en 75 ans de conflits ; utilisant la Tunisie comme base de départ, les Arabes prennent Palerme en 831, Messine en 842 et Enna en 859.

### Regain byzantin
Enfin, la paix religieuse l'emporte avec les débuts de la dynastie macédonienne en 867 ; les Byzantins jouissent alors d'un pouvoir fort et unifié.
Alors que le califat abbasside se morcelle en plusieurs entités, Basile rend à l'Empire byzantin sa puissance régionale au cours d'une période d'expansion territoriale, faisant de l'Empire la plus grande puissance en Europe, et entretient une politique ecclésiastique marquée par des bonnes relations avec Rome. Basile s'allie avec l'empereur d'Occident Louis II contre les Arabes, et sa flotte libère la mer Adriatique de leurs raids. Avec l'aide byzantine, Louis II reprend Bari aux Arabes en 871. La cité devient alors une province de l'Empire byzantin en 876. Cependant, la situation des Byzantins en Sicile se détériore, et Syracuse est prise par l'émirat de Sicile en 878. La perte de Catane en 900 est suivie par la chute de la forteresse de Taormine en 902. La Sicile demeure sous contrôle arabe jusqu'à l'invasion normande de 1071.
Bien que la Sicile soit perdue, la marine byzantine commandée par Nasar remporte une victoire navale lors de la bataille de Stelai en 880, ce qui permet aux Byzantins d'envoyer des renforts dans le Sud de l'Italie et de reprendre la ville de Tarente, rétablissant ainsi une connexion entre les provinces byzantines de Calabre et autour de Bari. Ces victoires sont suivies par l'envoi d'un corps expéditionnaire commandé par le général Nicéphore Phokas l'Aîné qui parvient à s'emparer de la plus grosse partie de la Calabre en 880. La Crète est reprise par les Byzantins en 960, et reste en leur possession jusqu'en 1204, lorsqu'elle tombe face aux Vénitiens au cours de la quatrième croisade. Malgré le déclin de l'activité de la marine byzantine après la bataille de Milazzo, ces succès dans la péninsule italienne ouvrent une nouvelle période de domination byzantine dans la région. Surtout, ils ont commencé à établir une solide présence en mer Méditerranée, particulièrement dans l'Adriatique. Sous l'impulsion de Nicéphore II Phocas, les Byzantins lancent également une campagne pour reconquérir la Crète. Après la Conquête de Chandax en 961, l'île est totalement reconquise. En outre, l'île de Chypre est reprise vers 964-965 par Nicétas Chalcoutzès.

Carte des thèmes de l'Empire byzantin à la mort de Basile II en 1025, montrant les territoires reconquis en Orient.

Après avoir mis fin aux luttes internes, Basile II déclenche une campagne contre les Arabes en 995. Les guerres civiles entre Byzantins ont affaibli leur position en Orient, et les acquis de Nicéphore II Phocas et de Jean Tzimiskès sont sur le point d'être perdus, les Arabes assiégeant Alep et menaçant Antioche.
Ayant appris la défaite de Michel Bourtzès lors de la bataille des gués de l'Oronte, Basile II décide d'intervenir personnellement. Il abandonne le front bulgare, rassemble des troupes et traverse l'Asie Mineure en 16 jours en plein hiver. Il remporte plusieurs batailles en Syrie, délivrant Alep, occupant la vallée de l'Oronte, et s'enfonce profondément au sud. Bien qu'il n'ait pas les moyens de mener ses forces en Palestine pour reconquérir Jérusalem, ses victoires permettent de restituer la plus grande partie de la Syrie à l'Empire – incluant l'importante cité d'Antioche qui est le siège du patriarcat homonyme. Aucun empereur depuis Héraclius n'a été capable de tenir ces régions pendant une longue période, et l'Empire les conservera les 75 années suivantes. Piers Paul Read écrit qu'en l'an 1025, le territoire byzantin « s'étend depuis le détroit de Messine et le nord de l'Adriatique dans l'ouest au delta du Danube et à la Crimée au nord, et aux cités de Malatya et Édesse au-delà de l'Euphrate dans l'est ».
Sous Basile II, les Byzantins établissent plusieurs nouveaux thèmes, qui s'étalent du Nord-Est d'Alep (sous protectorat byzantin) à Manzikert. Avec leur système militaire et de gouvernement administratif de thème, les Byzantins peuvent lever une force de plus de 200 000 hommes, bien que dans la pratique ceux-ci soient dispersés stratégiquement à travers tout l'Empire. Avec le règne de Basile II, le territoire de l'Empire byzantin retrouve la superficie des conquêtes de Justinien, et perdure ainsi pendant les quatre siècles suivants.

## Conclusion

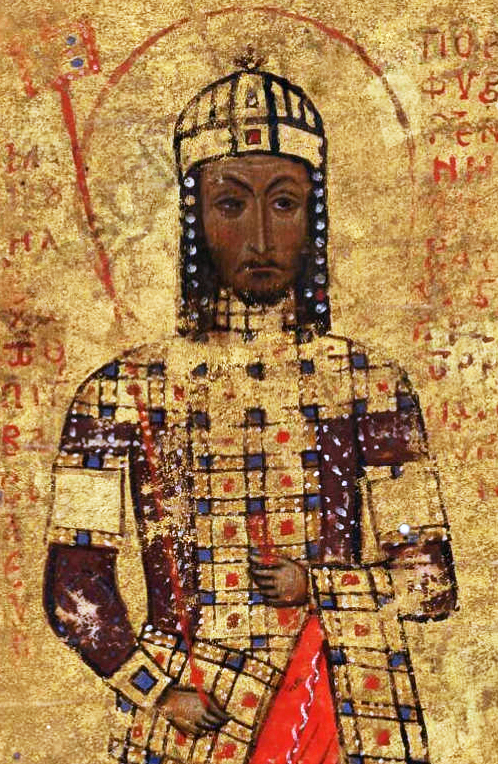
Les Comnène (ici, Manuel Ier) sont à l'origine de l'invasion de l'Égypte.

Les guerres sont sur le point de toucher à leur fin lorsque les Turcs et plusieurs invasions mongoles prennent le relais de la menace arabe. À partir des XIe et XIIe siècles, les guerres des Byzantins se déroulent désormais contre les Seldjoukides. Après leur défaite à la bataille de Manzikert face aux Turcs en 1071, les Byzantins, avec l'aide des croisés occidentaux, rétablissent leur position de superpuissance au Moyen-Orient, alors que, pendant ce temps, les Arabes doivent faire face aux croisés, et plus tard aux invasions mongoles, en particulier à la Horde d'or et aux Timourides (1370-1507).
Au cours de la deuxième croisade, Baudouin III s'empare d'Ascalon en 1153, et le royaume de Jérusalem peut ainsi s'avancer en Égypte et occuper brièvement Le Caire dans les années 1160. L'empereur Manuel épouse Marie d'Antioche, cousine du roi croisé Amaury de Jérusalem, pendant qu'Amaury se marie avec la petite-nièce de l'empereur, Marie Comnène. En 1168, une alliance officielle est négociée par l'archevêque Guillaume de Tyr, et en 1169, Manuel Ier organise une expédition conjointe avec Amaury en Égypte. L'ambitieuse campagne de l'empereur est une impressionnante démonstration de l'évolution de la puissance impériale, engageant une flotte de plus de 200 navires équipés d'armes de siège et du feu grégeois ; Guillaume de Tyr est particulièrement impressionné par les immenses navires de transport utilisés pour déplacer la cavalerie de l'armée des Comnène. La stratégie d'expansion de Manuel est d'user des royaumes croisés comme un bouclier pour l'Empire, et son intervention en Égypte repose sur le postulat que le contrôle de l'Égypte serait le facteur décisif de la deuxième croisade : une conquête fructueuse pourrait consolider la domination des croisés sur la Terre sainte, et restaurer l'approvisionnement en céréales de la province la plus riche de l'Empire. En outre, un tel succès rapprocherait encore plus les croisés et les Byzantins, un objectif que Manuel souhaite poursuivre avec détermination tout au long de son règne et qui devient effectif lorsque le roi Amaury place entièrement son royaume sous la protection de Manuel, qui étend ainsi cet accord à Antioche. Le royaume de Jérusalem devient alors une réelle composante de l'Empire. Cependant, ce n'est qu'un accord personnel, dans la plus pure tradition féodale d'Europe de l'Ouest, et qui reste uniquement en vigueur aussi longtemps que Manuel et Amaury demeurent les dirigeants de leurs États respectifs.

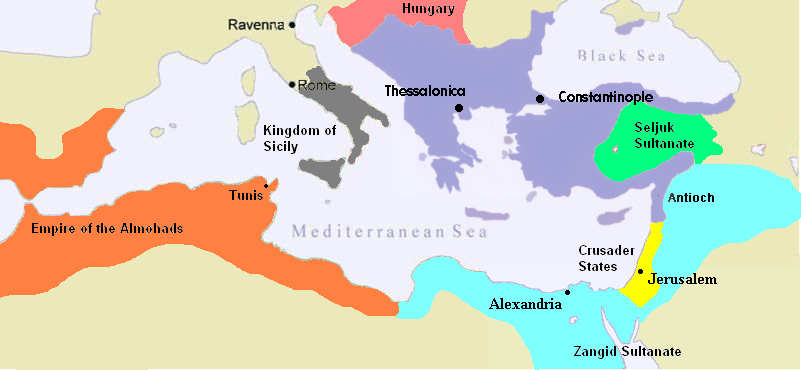
L'Empire byzantin en violet vers 1180, à la fin de la période Comnène et des guerres arabo-byzantines.

L'invasion pourrait même rallier le soutien espéré des chrétiens coptes locaux, qui ont vécu sous la domination musulmane pendant plus de 500 ans. Cependant, l'échec de la coopération entre les croisés et les Byzantins compromet leurs chances de reprendre la province. La flotte byzantine navigue avec des provisions pour seulement trois mois ; alors qu'elle attend la fin des préparatifs des croisés, les provisions viennent déjà à manquer, et la flotte doit se retirer après une tentative infructueuse de capturer Damiette. Chaque parti cherche à accuser l'autre de cet échec, mais les deux savent aussi qu'ils sont dépendants l'un de l'autre : l'alliance est maintenue, des plans sont préparés qui ne débouchent sur aucune réalisation concrète.
Le sultan seldjoukide Kılıç Arslan II utilise ce moment pour éliminer ses rivaux et consolider son pouvoir en Asie Mineure. L'équilibre du pouvoir en Méditerranée orientale en est bouleversé, et les conséquences de l'échec de Manuel en Égypte se font encore sentir longtemps après sa mort. La montée en puissance de Saladin est visible quand, en 1171, il se proclame sultan d'Égypte ; son unification du pays et de la Syrie conduit finalement à la troisième croisade. Pendant ce temps, l'alliance latino-byzantine est dissoute avec la mort de Manuel Ier en 1180 ; Manuel a ainsi été le dernier empereur à trouver grâce aux yeux des croisés.

## Conséquences

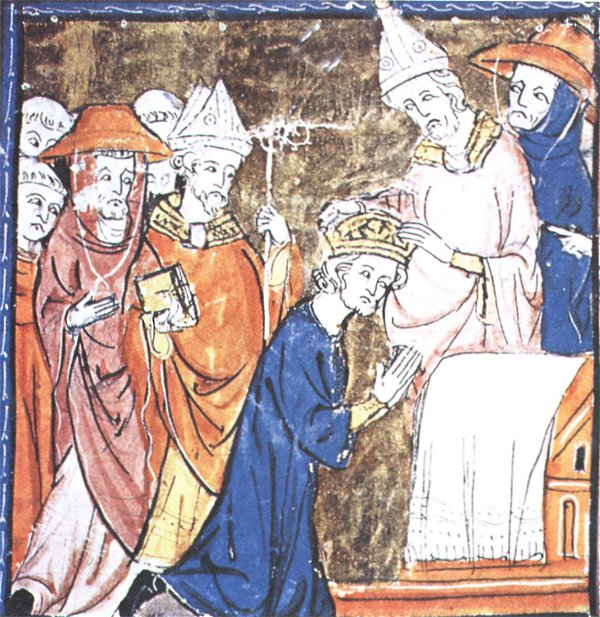
Les guerres arabo-byzantines ont fourni les conditions du développement du féodalisme en Europe médiévale.

Comme toute guerre d'une longueur excessive, les interminables guerres arabo-byzantines ont durablement marqué à la fois l'Empire byzantin et les États arabes. Les Byzantins perdent une vaste part de leur territoire, pendant que les Arabes s'implantent durablement au Moyen-Orient et en Afrique. La stratégie de l'Empire byzantin évolue, passant des conquêtes occidentales de Justinien à une stratégie principalement défensive sur ses frontières orientales. Sans intervention byzantine dans l'émergence des États chrétiens de l'Europe médiévale, le contexte permet le développement du féodalisme et de l'autosuffisance économique.
De plus, la vision des historiens modernes considère que l'un des plus importants effets de ces guerres est l'aggravation des relations entre Rome et Constantinople. Pendant qu'ils combattent les Arabes pour leur survie, les Byzantins ne sont pas en mesure de rendre la protection que la papauté leur a offerte. Pire encore, d'après Thomas Woods, les empereurs « intervenaient systématiquement dans la vie de l'Église dans des domaines situés bien au-delà de la compétence de l'État ». La controverse iconoclaste des VIIIe et IXe siècles peut aussi être considérée comme un facteur important « qui conduisit l'Église latine dans les bras des Francs ». Ainsi, on a pu soutenir que Charlemagne sera une conséquence indirecte de Mahomet :

« L'Empire franc n'aurait probablement jamais existé sans l'islam, et Charlemagne sans Mahomet aurait été inconcevable. »

Le Saint-Empire romain germanique des successeurs de Charlemagne est venu plus tard aider les Byzantins sous Louis II au cours des croisades, mais les relations entre les empires sont restées tendues : d'après les données de la Chronicon Salernitanum, l'empereur Basile a envoyé une lettre de mécontentement à son homologue occidental pour blâmer son usurpation du titre d'empereur. Il soutient que les chefs francs ne sont que de simples reges (rois), et que chaque nation possède son propre titre pour son dirigeant, alors que le titre d'« empereur » revient uniquement au chef des Romains d'Orient, en l'occurrence Basile lui-même.

## Historiographie et autres sources

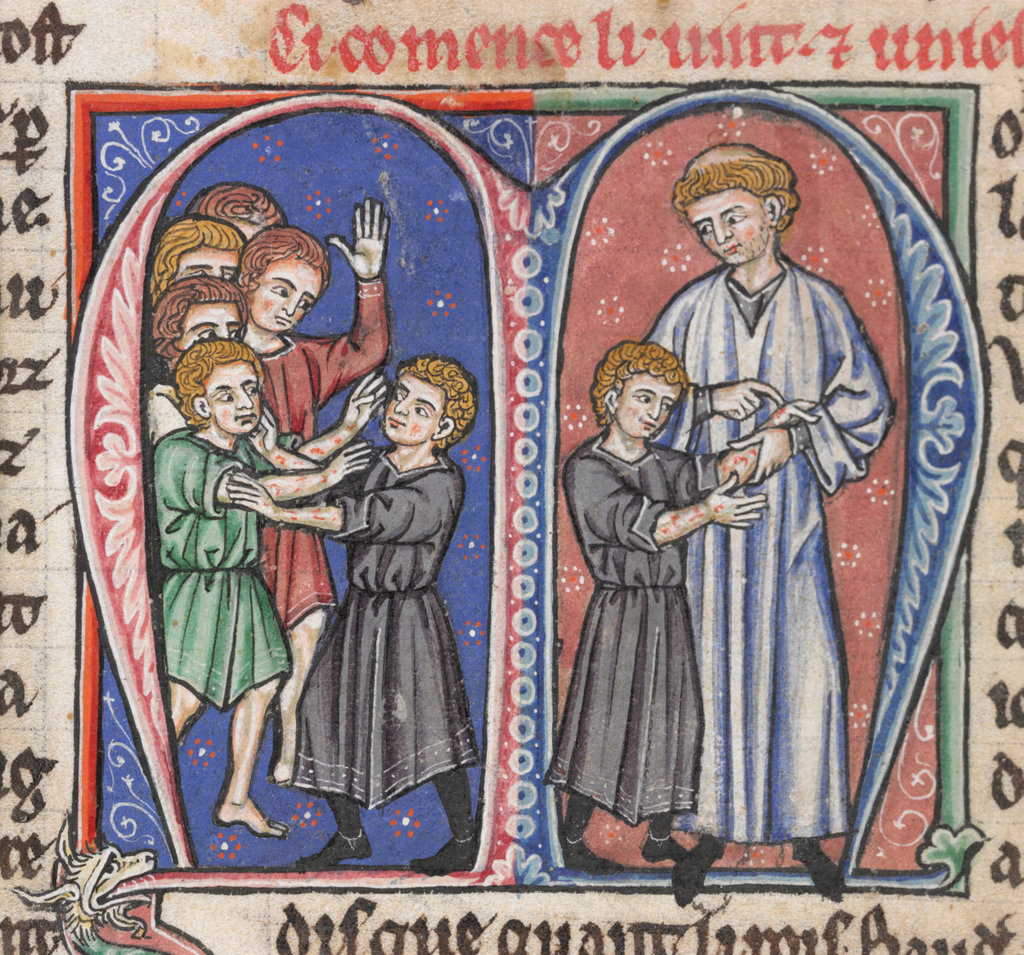
Le chroniqueur du XIIe siècle Guillaume de Tyr (à droite) est un important observateur des croisades et des derniers moments des guerres arabo-byzantines.

Walter Emil Kaegi expose que les sources arabes existantes ont fait l'objet d'une attention spécifique de la part des historiens du fait de leurs récits obscurs et contradictoires. Cependant, il souligne que les sources byzantines sont aussi problématiques, comme les écrits de Théophane et Nicéphore et de ceux qui écrivent en syriaque, une écriture particulièrement petite et succincte, alors que l'importante question relative à la fiabilité de leurs sources et de l'usage qu'ils ont fait de celles-ci n'est pas encore résolue. Kaegi conclut que les historiens doivent aussi soumettre les écrits byzantins classiques à un examen critique, car ils « contiennent des préjugés et ne peuvent servir en tant que support objectif alors que toutes les sources musulmanes peuvent être en toute confiance vérifiées ».
Parmi les rares sources latines, on trouve le récit du VIIe siècle de Frédégaire, et les deux chroniques hispaniques du VIIIe siècle, qui se fondent tous sur les écrits historiques byzantins et orientaux. En ce qui concerne l'action militaire byzantine contre les premières invasions musulmanes, Kaegi affirme que « les écrits byzantins […] tentent de détourner les critiques de la débâcle byzantine d'Héraclius face aux autres personnes, groupes et choses ».
La liste des sources non historiques byzantines est vaste : elles s'étendent des papyrus aux sermons (les plus notables sont ceux de Sophrone de Jérusalem et d'Anastase le Sinaïte), à la poésie (en particulier celle de Sophrone et de Georges de Pisidie), à la correspondance souvent de provenance patristique, aux traités apologétiques, aux apocalypses, à l'hagiographie, aux manuels militaires (en particulier le Strategikon de l'empereur Maurice vers le début du VIIe siècle) et aux autres sources non littéraires, comme l'épigraphie, l'archéologie et la numismatique. Aucune de ces sources ne donne un récit cohérent de l'une des campagnes des conquêtes musulmanes, mais certaines contiennent de précieux détails qui ne sont disponibles nulle part ailleurs.